# Khmer (sprog)
Khmer er Cambodjas nationalsprog.
Det er et austroasiatisk sprog.
Sproget tales også i små områder af Sydvietnam og Østthailand og skrives i en skriftform af indisk afstamning og omfatter mange sanskritiske og pali låneord. De tidligste indskrivninger stammer fra 7. århundrede e.kr.